# Doerrenbach (ruisseau)
Pour les articles homonymes, voir Doerrenbach.
Le Doerrenbach, Dörrenbach, Doerrbach ou Dörrbach, est un ruisseau allemand et français qui prend sa source dans le land de Sarre en Allemagne et coule dans département de la Moselle en France. C'est un affluent gauche de la Merle (ruisseau), donc un sous-affluent du Rhin par la Rosselle et la Sarre puis la Moselle. Le ruisseau du Doerrenbach a donné son nom au lieu-dit Boisé du Doerrenbach, situé au nord de la cité minière de Sainte-Fontaine. Il traverse du nord au sud une partie de la région naturelle du Warndt.

## Étymologie
Le nom Doerr provient du vieil-allemand Dörr, qui signifie asséché ou sec. Bach signifie ruisseau. Et donc, le composé Dœrrenbach ou Dörrbach signifie ruisseau asséché. La cartographie française indique Doerrenbach, la cartographie allemande Dörrbach.

## Géographie
De 3,7 km de longueur, le Doerrenbach (Dörrbach) prend ses sources, en Allemagne dans la forêt de  Karlsbrunn (une des forêts du Warndt) en contrebas de la L277, à l’est de la bourgade de Lauterbach (commune de Völklingen), et en France dans la forêt située sous la cité La Colline de L'Hôpital (Moselle) à hauteur de la carrière Barrois, sur le territoire de la commune de Freyming-Merlebach, au nord de la cité Sainte-Fontaine.
Sa source principale se situe à 294 m d'altitude sur le territoire de Völklingen, près de la localité de Lauterbach en Allemagne.
Il se déverse par intermittence dans plusieurs plans d’eau situés dans la carrière Barrois. La confluence en rive gauche du ruisseau appelé Merle  s'effectue sur la commune de Freyming-Merlebach, à 220 m d'atitude  au sortir de la carrière Barrois.

## Communes et canton traversés
- Dans le land de Sarre en Allemagne, le Doerrenbach est appelé Dörrbach. Il prend sa source et coule du nord au sud dans la commune de Völklingen dans le quartier de Lauterbach. La ville de Völklingen fait partie du district de Sarrebruck. De sa source principale à la frontière franco-allemande, le Doerrenbach coule sur une distance de 1,2 km de longueur .
- Dans le seul département de la Moselle, le Doerrenbach traverse une communes et un canton :  Freyming-Merlebach (confluence). Soit en termes de cantons, le Doerrenbach coule et conflue dans le canton de Freyming-Merlebach, le tout dans l'arrondissement de Forbach. De la frontière franco-allemande à sa confluence, le Doerrenbach coule sur une distance de 2,5 km de longueur.

## Géologie
Le Doerrenbach prend ses sources dans les terrains siliceux du Trias inférieur, dans les alluvions sableux formés au sommet des couches du grès vosgien principal (Obererbundsandstein). Sa vallée est constituée d’alluvions formés par la décomposition des couches du même étage gréseux, visibles sous forme de falaises autrefois exploitées sous forme de carrières à hauteur de la carrière Barrois.

## Affluent
Le Doerrenbach n'a pas d'affluent référencé, son rang de Strahler est donc de un.

## Hydrologie

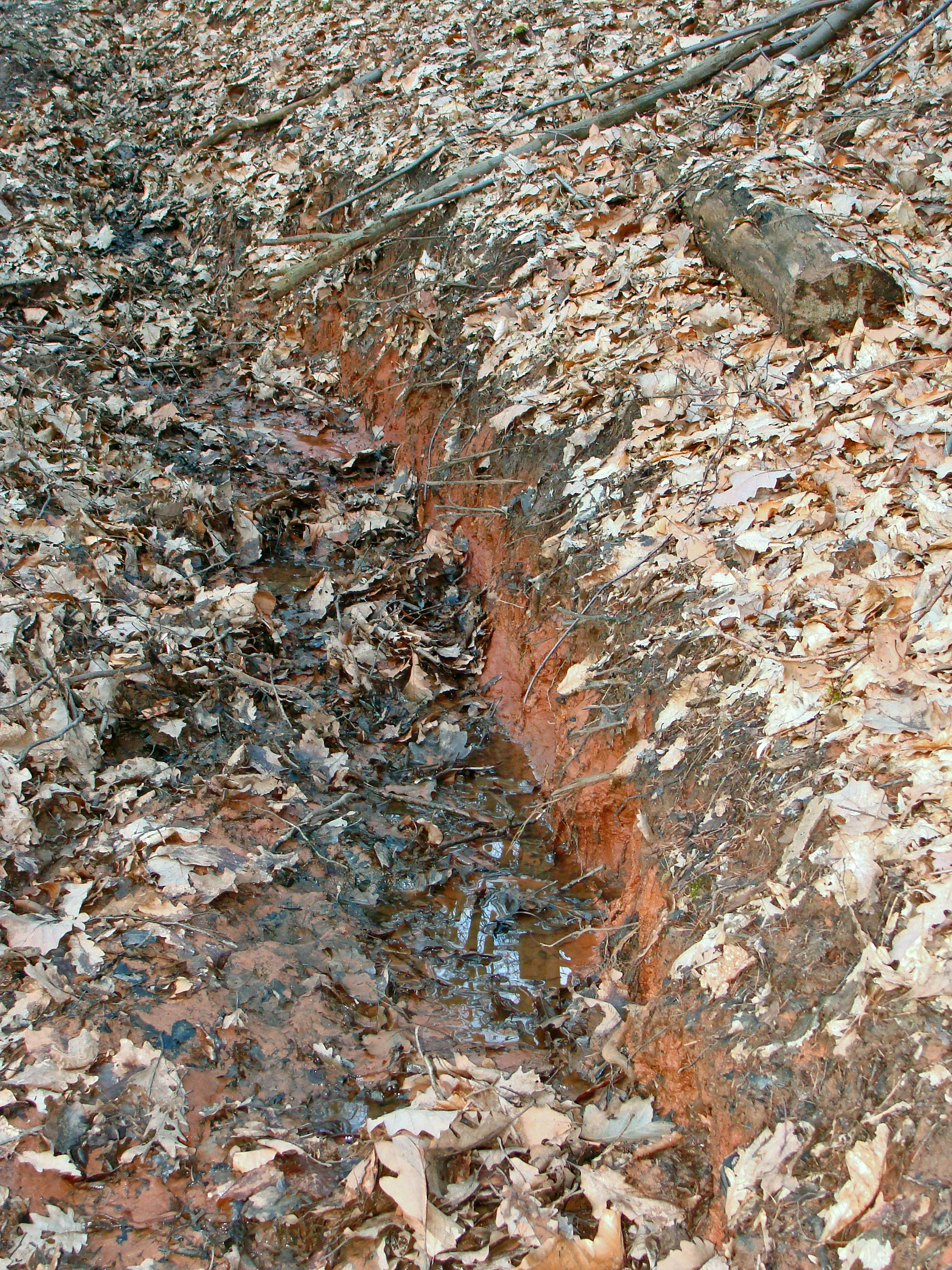
Source du Doerrenbach.

Le Doerrenbach est un ruisseau très peu abondant présentant des fluctuations saisonnières de débit  marquées. Les hautes eaux se déroulent en saison hivernale et lors d’épisodes pluvieux intenses. L'on peut noter que le ruisseau est entièrement à sec en saison estivale, par pertes et infiltrations en terrain constitué par des couches perméables formées par des grès et sables d’origine triasique. On signale sur le cours du Doerrenbach un ancien étang disparu qui alimentait les forges de Sainte-Fontaine. Actuellement le Doerrenbach s'écoule dans les plans d'eau de la carrière Barrois.

## Qualité de l'eau
Le Doerrenbach qui trouve ses sources loin de tout habitat et en pleine forêt ne semble touché par aucune pollution. Il reste l’un des apports d’eau propre de la Merle (ruisseau).

## Toponyme
Le Doerrenbach (Dörrbach) a donné son hydronyme au lieu-dit boisé situé de part et d’autre de la frontière franco-allemande au nord de la cité Sainte-Fontaine.

## Histoire de la vallée du Doerrenbach
Âge de pierre : des haches et instruments de pierre ont été découverts dans la Spitteler Straße (rue de L'Hôpital) de Lauterbach qui conduit à la vallée du Doerrenbach.
Époque gallo-romaine : à Sainte-Fontaine, commune de Freyming-Merlebach,  s'élevait non loin du Doerrenbach, un temple près d'une source sacrée. Les vestiges en étaient encore visibles au XVIIIe siècle. Le long de l’actuelle frontière franco-allemande qui traverse transversalement la vallée du Doerrenbach, passe l’ancienne grande voie romaine de Metz-Mayence-Worms d'axe ouest-est.
En 1707, fondation de l’industrie verrière dans la vallée du Lauterbach par des sujets catholiques du comte de Sarrebruck Louis Crato (1697-1713) qui exploitent également les sables et forêts de la vallée du Doerrenbach. En 1789 l'industrie verrière de Lauterbach s'arrête.
En 1752, découverte à Sainte-Fontaine d'une stèle représentant la déesse gauloise Sirona.
En 1815, une partie importante de la vallée du Doerrenbach (la partie actuellement allemande de la forêt de Karlsbrunn) devient prussienne.
En 1820, 1864, 1867 et 1869, découvertes sur le site de Sainte-Fontaine de nombreux vestiges archéologiques gallo-romains : vase en bronze, statuette en bronze du dieu Mercure, bas-relief représentant une déesse, parties de statues diverses en pierre ainsi que des monnaies,.
En 1908 on fonce à la hauteur de la confluence du Doerrenbach et de la Merle, le puits de Sainte-Fontaine (aussi appelé puits Waldemar Müller) qui restera en activité jusqu'en 1986. Son chevalement est inscrit aux monuments historiques.
En 1910 à Sainte-Fontaine, fonçage du puits August Thyssen (également appelé puits Peyrimhoff), dans la vallée et proche du ruisseau du Doerrenbach.
Le 23 octobre 1953 par suite du référendum, la Sarre qui était française et certains villages et villes dont fait partie la vallée du Doerrenbach (Lauterbach, Karlsbrunn, Völklingen), réintègrent la République fédérale allemande.
De 1920 à 2001, le cours du Doerrenbach qui se déversait directement dans la Merle à hauteur de Sainte-Fontaine se voit considérablement modifié par le creusement de la carrière Barrois et l’élévation du terril de Sainte-Fontaine consécutif à l’exploitation charbonnière. Par suite des travaux, il s’écoule de nos jours en direction de différents plans d’eau situés à l’intérieur de la carrière, dont le système hydrographique s’écoule en direction de la Merle.

## Patrimoine - Curiosités - Tourisme

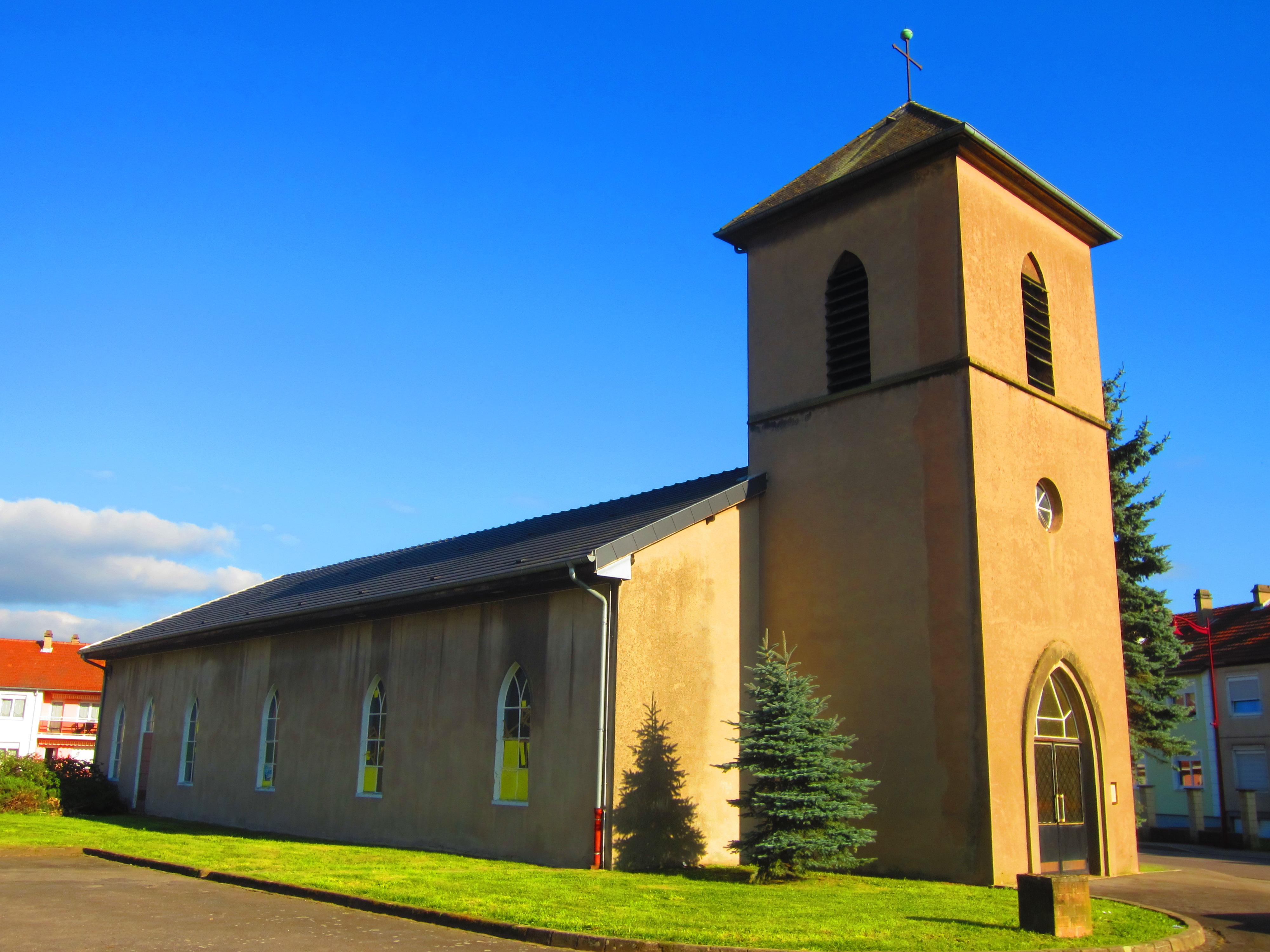
Église Sainte-Thérèse-de-l'Enfant-Jésus de la cité La Colline (L'Hôpital).

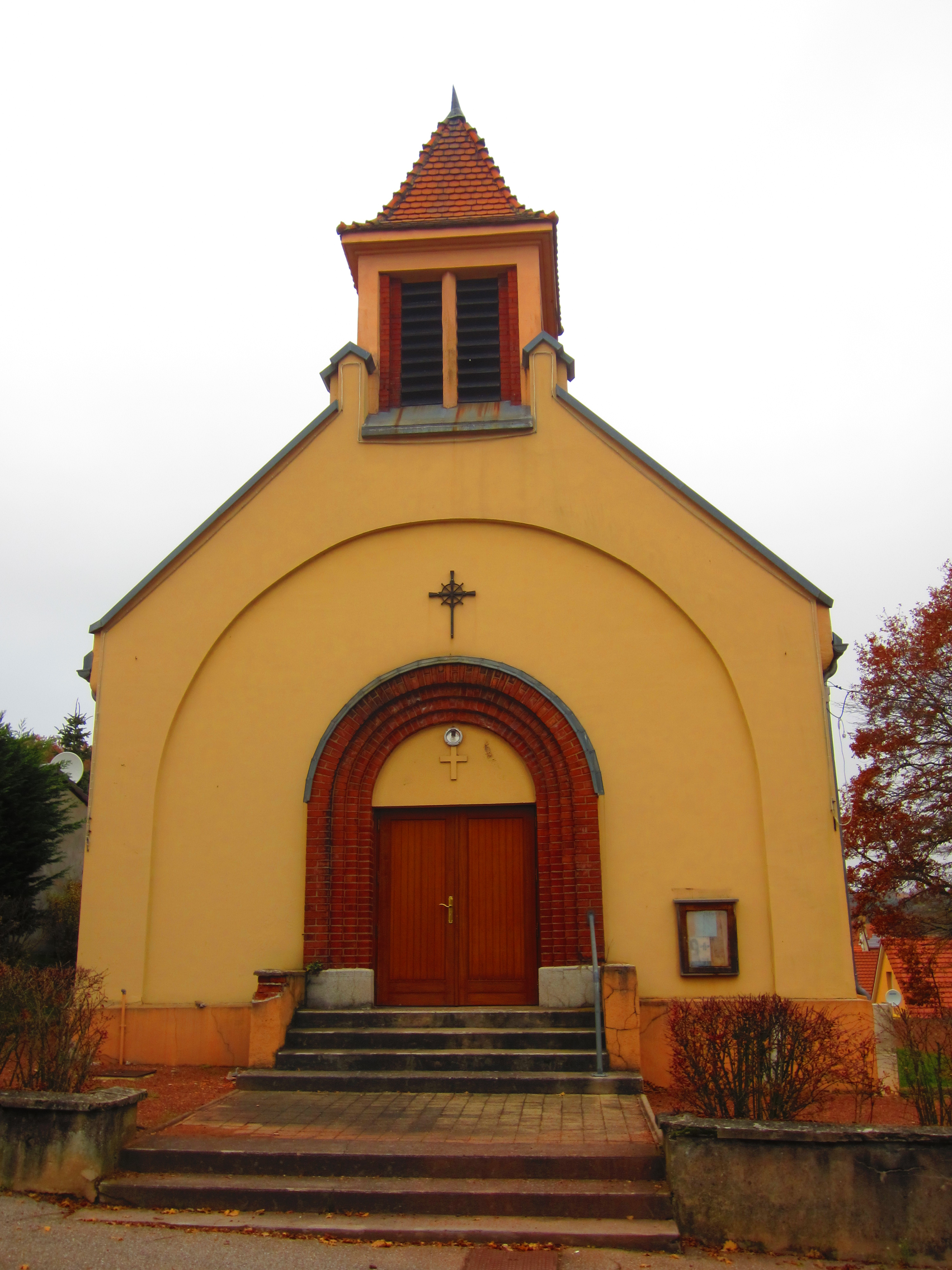
Église Notre-Dame-des-Mines de Sainte-Fontaine.

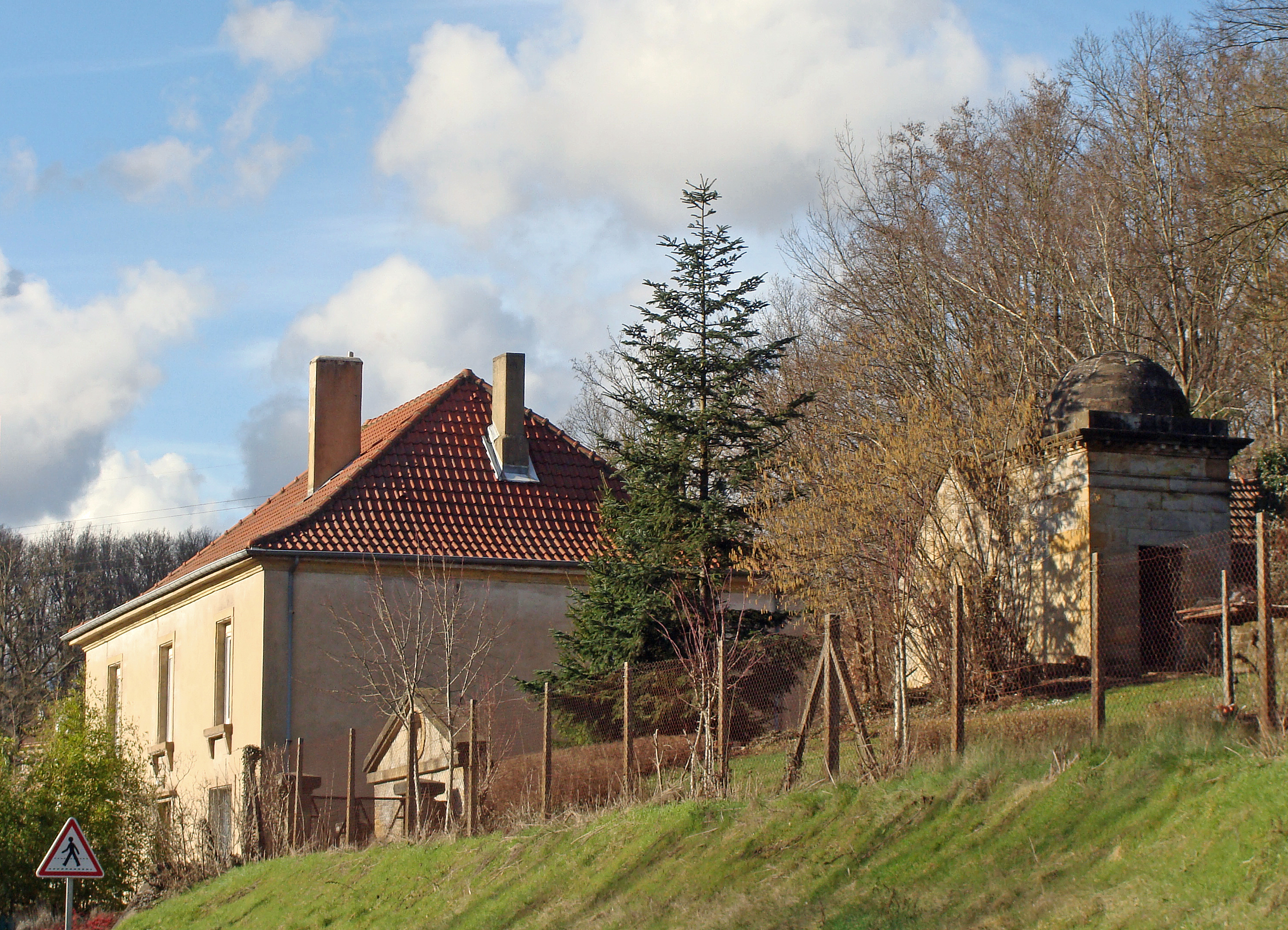
La Villa-Louise et son petit temple.

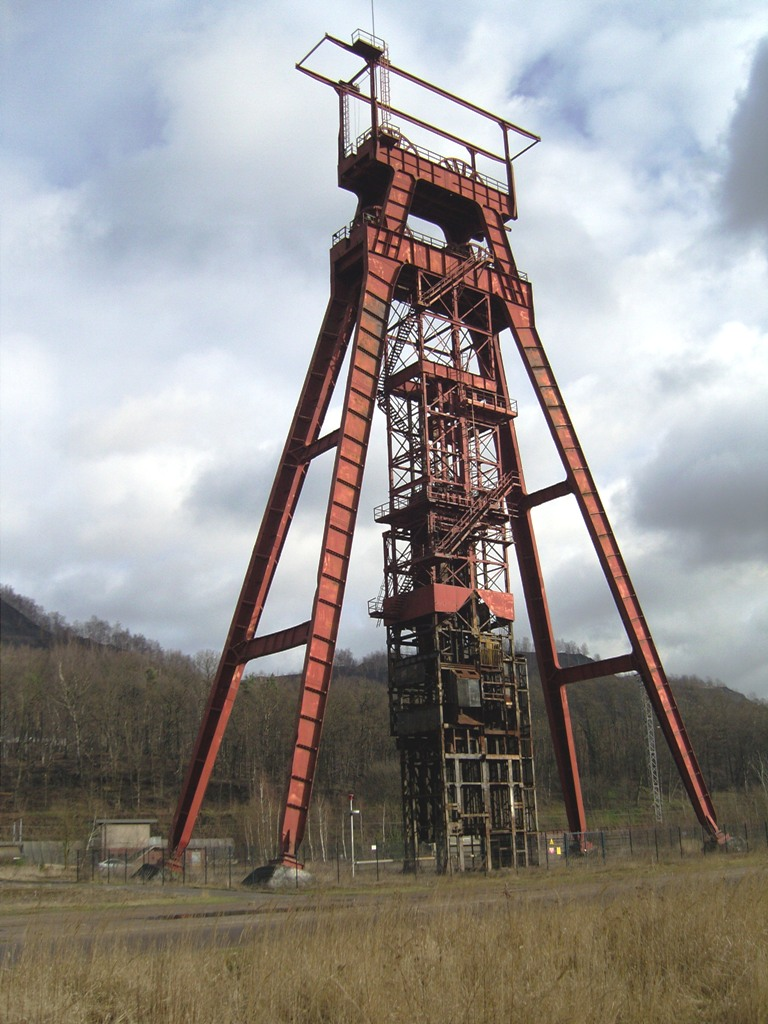
Le puits de Sainte-Fontaine (monument historique).

Tout au long de la vallée du Doerrenbach l'on peut noter plusieurs curiosités :
- Dans la forêt de Karlsbrunn (Allemagne) à l’est de la localité de Lauterbach, proche de la L277 et de la source principale du Doerrenbach (Dörrbach) s’élève un bloc de grès sculpté christianisé dont la provenance est indéterminée. Il porte sur sa partie avant, la sculpture d'une croix entourée de deux sabots. L'origine du monument est liée à diverses légendes. Il pourrait s’agir d’un petit monument d’origine gallo-romaine.  Ses coordonnées sont : 49° 10' 33.43" N  et 6° 45' 47.99" E. On y accède de Lauterbach par la sortie de la Köhlerstraße ou par les chemins forestiers de la vallée du Doerrenbach.
- Surmontant la vallée du Doerrenbach et de la Merle, la cité minière La Colline de L'Hôpital (Moselle) a vu le jour à partir de 1946. Une église catholique y est construite en 1950, l'église catholique Sainte-Thérèse-de-l'Enfant-Jésus. Elle se présente comme un ensemble formé d'une tour-porche, d'une nef et du chœur. Elle est bénie le 16 avril 1950 par monseigneur Schmitt, vicaire général de l'évêché et affectée la même année d'un prêtre résident. Ancienne cloche de 1922 provenant de l'église Saint-Nicolas de L'Hôpital. Proche de la cité La Colline s’élève un belvédère avec vue sur la carrière Barrois et sur la vallée du Doerrenbach.
- La carrière Barrois. Située entre les communes de L'Hôpital, Saint-Avold et Freyming-Merlebach le long de la frontière allemande, l'ancienne carrière de grès et de sable longe l'espace naturel de la forêt du Warndt classé Natura 2000 côté allemand. Elle est la plus grande de tout le bassin houiller lorrain. Elle est bordée côté Sud de l'ancien terril de la mine de charbon de Sainte-Fontaine. Exploitée de 1920 à 2001[note 1] pour remblayer les vides laissés par l'exploitation charbonnière, elle se présente comme un profond canyon, long de 4,5 km et large de 850 m. Le fond est occupé par divers plans d'eau dus aux remontées de la nappe phréatique et alimentés par le Doerrenbach. La roche se présente comme un grès bigarré triasique friable. Après la fin de l'exploitation charbonnière dans le bassin houiller de Lorraine, le site a été mis en sécurité et renaturé par la société des Charbonnages de France de 2001 à 2004 et ouvert au public le 2 octobre 2010. La nature y reprend lentement ses droits.
- Les vestiges gallo-romains du quartier Sainte-Fontaine. Stèle d'une déesse gallo-romaine conservée à Freyming-Merlebach.
- L'église Notre-Dame-des-Mines de Sainte-Fontaine (construite au XXe siècle). Elle s'élève dans la vallée du Doerrenbach.
- La Villa-Louise (XVIIIe), qui avait appartenu à la riche famille des Mangay. Elle est située, ainsi que le petit temple attenant, dans le quartier Sainte-Fontaine (commune de Freyming-Merlebach). Philippe-Louis Mangay (1782-1842) était avocat à la cour royale de Metz. Il est inhumé dans une tombe de forme pyramidale, square Saint-Maurice à Freyming-Merlebach[12]. Cette tombe est située près du chœur (XVIIIe) de l'ancienne église paroissiale disparue de Feyming[13]. Située près d’un étang (disparu) la Villa-Louise a servi de guinguette avant la Seconde Guerre mondiale, puis de casino de la mine et magasin d’alimentation (SAMER). Elle est de nos jours une propriété privée.
- Le centre des archives industrielles et techniques de la Moselle (CAITM), situé commune de Saint-Avold proche de l’ancienne confluence du Doerrenbach et de la Merle, ce centre construit autour du très important fonds des HBL (Houillères du bassin de Lorraine), présente (en 2013) 8,5 kilomètres linéaires d'archives papier (sur une période allant de 1816 à 2007), 20 000 photographies et diapositives, 4000 livres sur les industries mosellanes, environ 4500 films conservés en chambre froide, près de 80 revues et périodiques et 100 000 plans. Il est géré par le conseil général de la Moselle.

- Le terril de Sainte-Fontaine, vestige de l’exploitation charbonnière. Ses ressources sont en partie exploitées sous forme de carrière à ciel ouvert. L’accès en est interdit. La partie donnant sur le Doerrenbach a été mise en sécurité et renaturée de 2001 à 2004.
- Les anciens vestiges et chevalements des puits de mine de la vallée du Doerrenbach et de la Merle : 
  - Le puits Waldemar Müller ou puits de Sainte-Fontaine. Le puits de Sainte-Fontaine se trouve sur le ban de la commune de Saint-Avold près de l'ancienne confluence du ruisseau du Doerenbach et de la Merle. Il a été rattaché à la commune de L'Hôpital de 1941 à 1949. Date du fonçage : 1908. Profondeur : 1 036,83 m. Diamètre : 6,50 m. Le puits fermera une première fois en 1972, mais il reprendra du service en 1976, avant de fermer définitivement en 1986. Le chevalement est inscrit aux monuments historiques[11].
  - Le puits Peyerimhoff ou puits August Thyssen. Implanté dans la vallée du Doerrenbach à Freyming-Merlebach, face au puits de Sainte-Fontaine, dans l'actuelle carrière Barrois, ce puits appelé à l'origine puits August Thyssen sera foncé dès 1909-1910, atteignant une profondeur de 800 mètres. L'extraction dans ce puits cessa en 1972 avant de reprendre en 1976 puis stoppé à nouveau dix ans plus tard. Le chevalement est démoli en 1994[14].

## Galerie de photographies

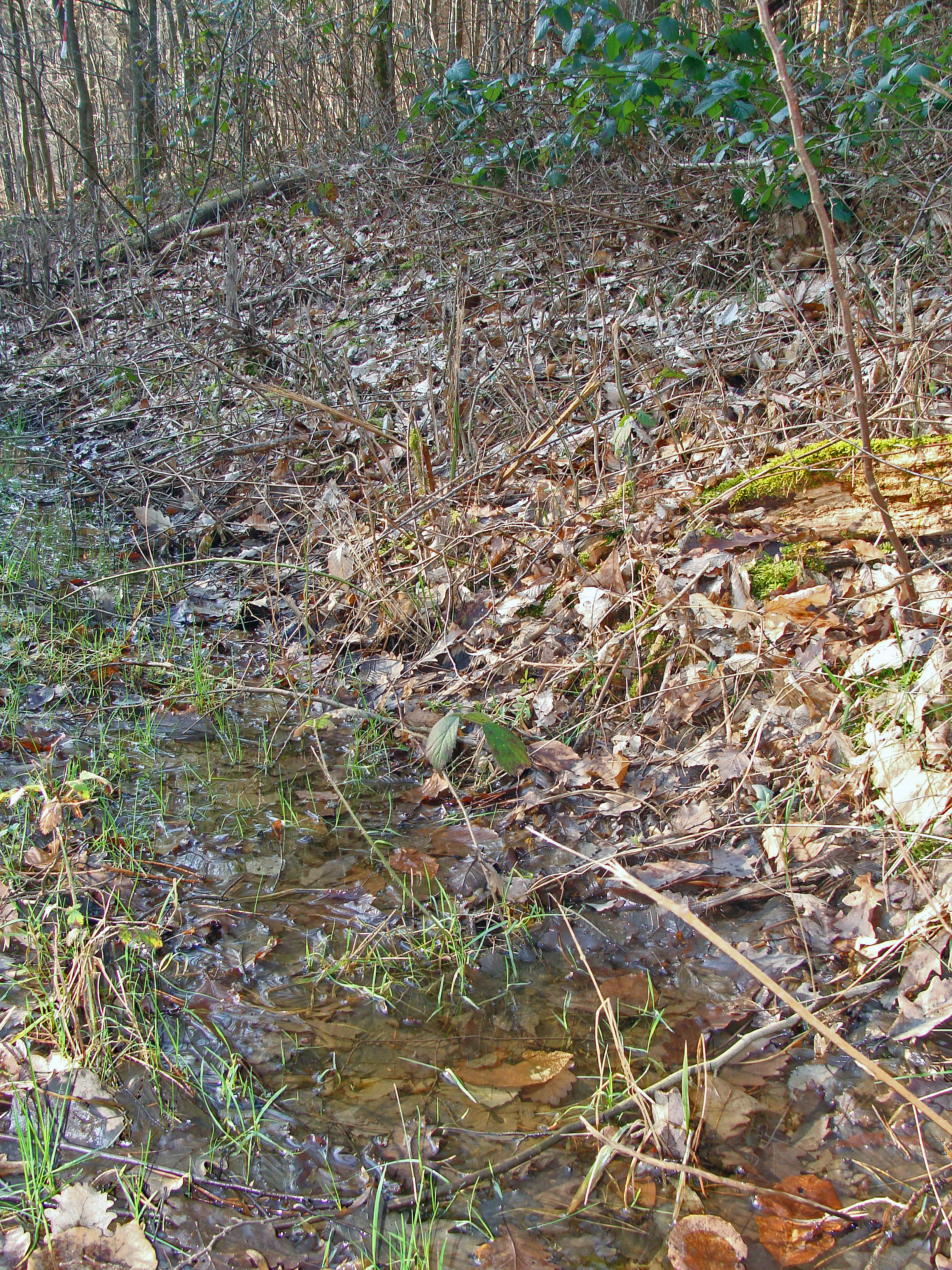
Le Doerrenbach photographié dans la forêt de Karlsbrunn.
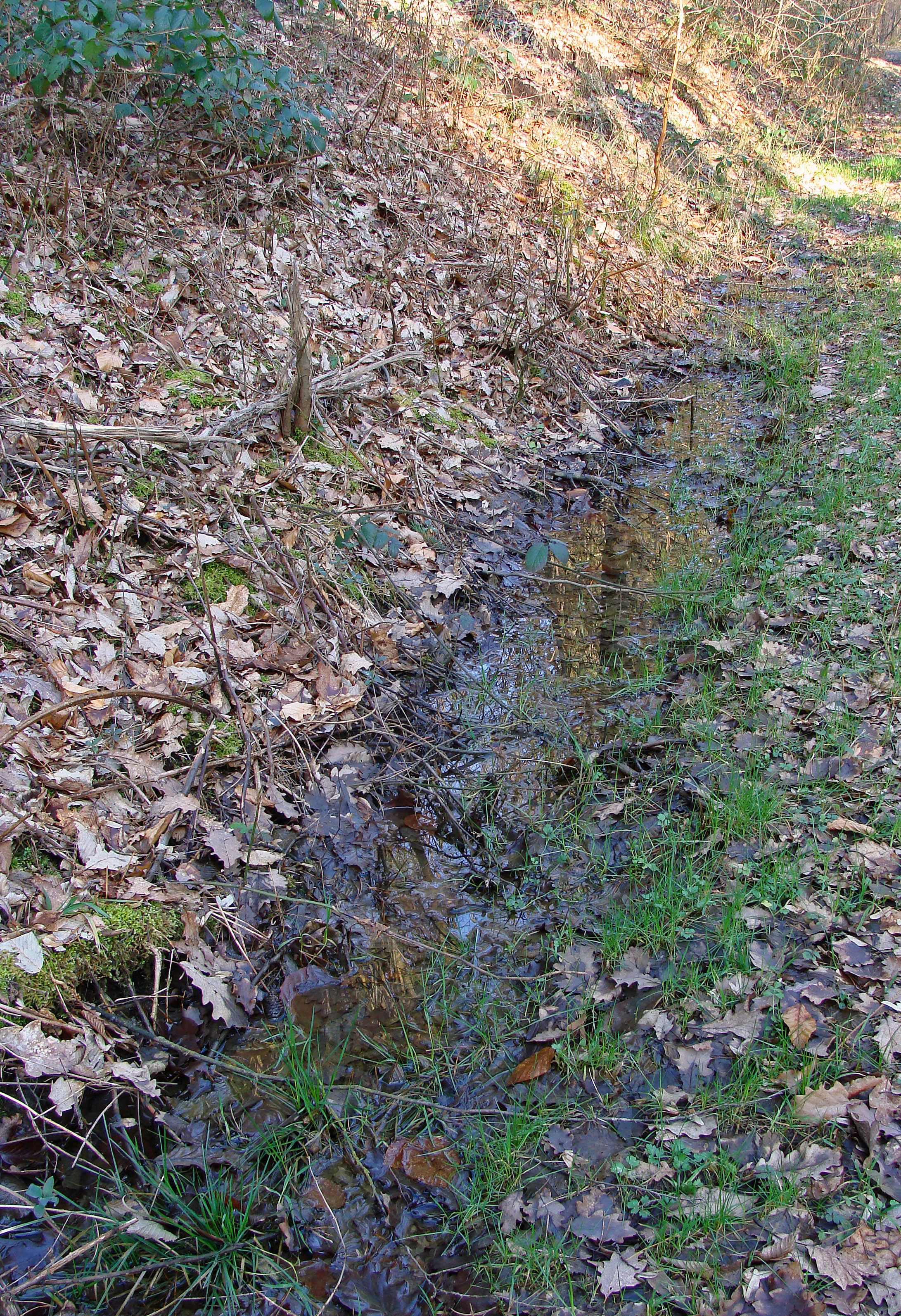
Le Doerrenbach ou Dörrbach à hauteur de la frontière franco-allemande.
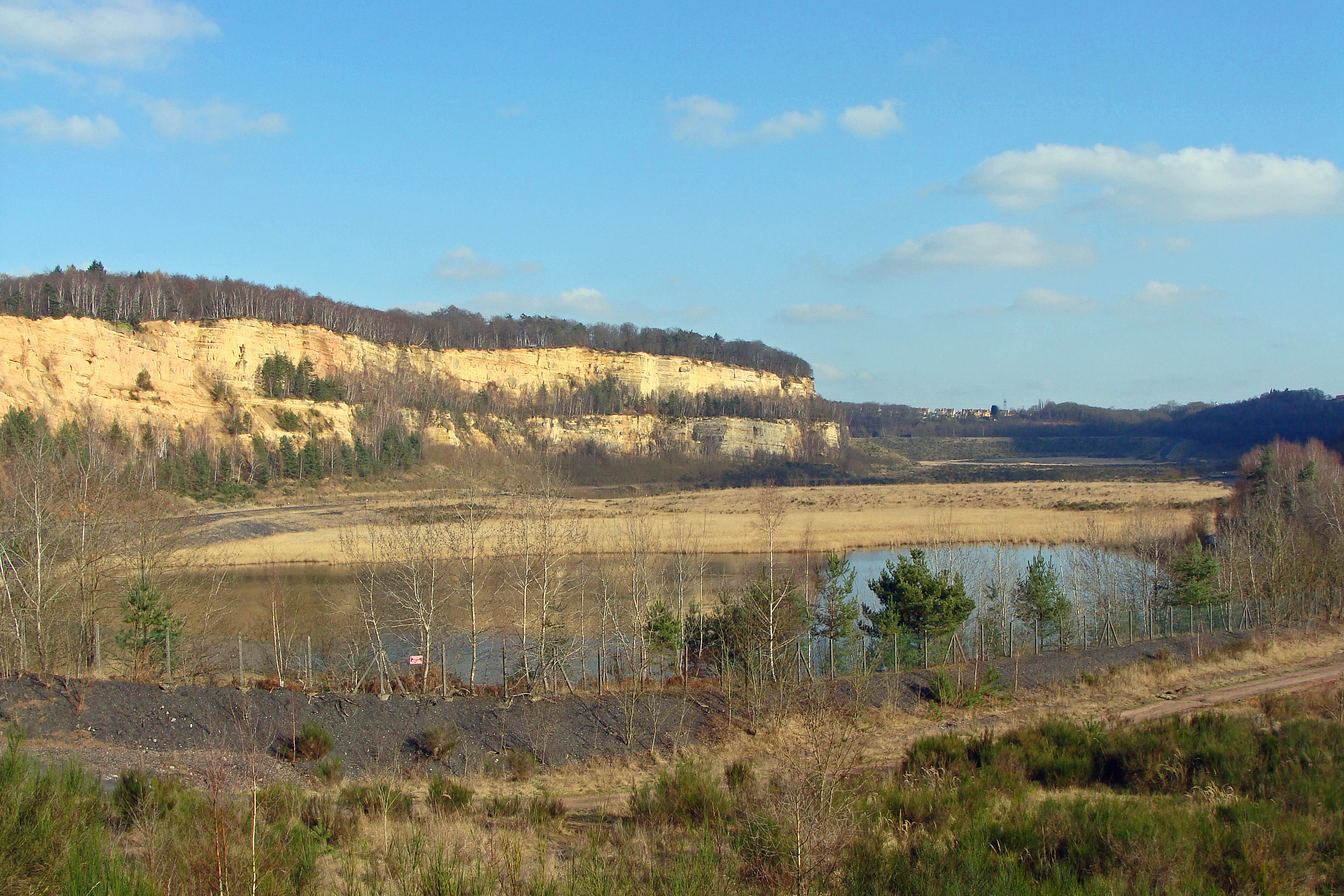
Plan d'eau de la carrière Barrois .
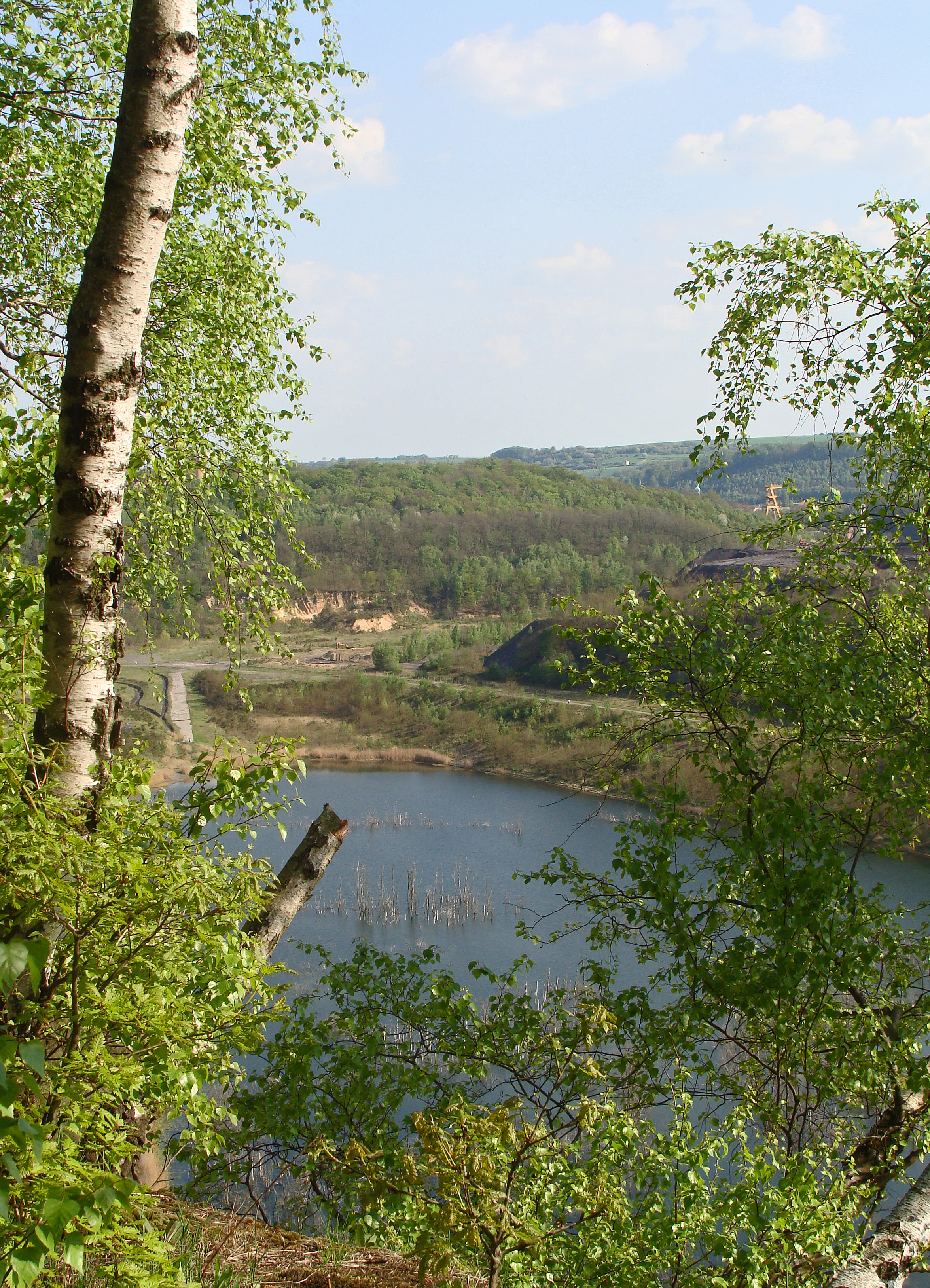
Vallée du Doerrenbach et plan d'eau de la carrière Barrois.